# Mormântul ostașului căzut (Slobozia)
Mormântul ostașului căzut este un mormânt amplasat în Slobozia, Republica Moldova. Este un monument istoric de importanță națională inclus în Registrul monumentelor Republicii Moldova ocrotite de stat cu nr. 1274 (raionul Slobozia).